# Bargylía

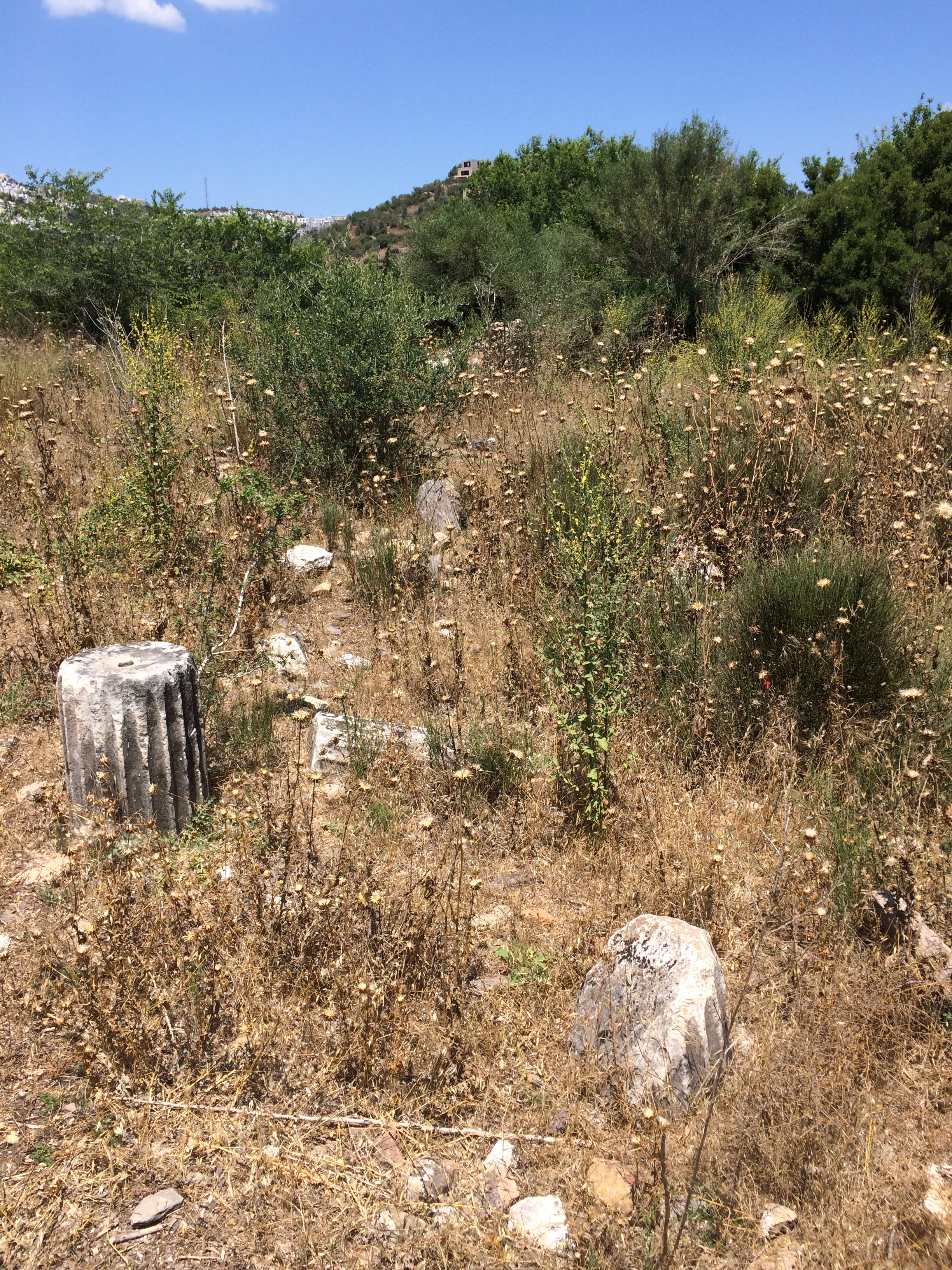
Ruines de Bargylía

Bargylía, en grec ancien : Βαργυλία, est une ancienne cité grecque de Carie, au sud-ouest de l'Asie mineure, située entre Iasos et Myndos. De nos jours, Bargylía fait partie du village de Boğaziçi, Milas (en) en Turquie.
Alors qu'il projette d'envahir la Carie, le roi de Macédoine Philippe V passe l'hiver 201-200 av. J.-C. à Bargylía, mais ses affaires le rappellent en Europe .

## Source de la traduction
- (en) Cet article est partiellement ou en totalité issu de l’article de Wikipédia en anglais intitulé « Bargylia » (voir la liste des auteurs).